# Национален отбор по футбол на Гана
Националният отбор на Гана представя Гана на международни първенства. Отборът се контролира от Ганайската футболна федерация. Член на ФИФА от 1958 г.
Отборът се представя добре на международни състезнаия. Цветовете на отбора са:основен-изцяло в бяло, а резервния-червено-жълта фланелка, червени гащета и червено-жълти чорапи.
Печелил е Купата на африканските нации 4 пъти. Класира се на световни първенства 2 пъти, където най-доброто класиране на отбора е четвъртфинал от 2010 година.

## България – Гана
| Дата       | Място | Събитие    | Отбор    | Резултат | Отбор | ФИФА |
| ---------- | ----- | ---------- | -------- | -------- | ----- | ---- |
| 02.10.1968 | Леон  | Приятелски | България | 10:0     | Гана  | ДА   |